# Vi fixar allt
Vi fixar allt är en svensk svartvit film från 1961, i regi av Ragnar Frisk. I rollerna syns bland andra Carl-Gustaf Lindstedt, Arne Källerud, Anita Lindblom och Towa Carson.

## Handling
Filmen är en fars som utspelar sig i reklam- och skivbranschen. Carl-Gustaf och Arne är reklamfotografer för direktör Oskarsson. De ramlar i ett badkar och blir avskedade. Carl-Gustaf är fotograf, Arne idégivare, Lola mannekäng. Det visar sig dock att deras tjänster kommer att behövas, eftersom Carl-Gustaf intalat direktör Oskarsson att reklamföretagets största kund fröken Lundgren absolut vill använda dem.
När fröken Lundgren kommer på besök understryker Carl-Gustaf sitt intresse för henne genom att dansa med henne. Bettan Lundgrens största dröm är att få sjunga. Xylofonbolaget söker nya fynd, och Carl-Gustaf lyckas sprida nyheten att bolaget snart kommer att presentera en sångerska som ett världsfynd.
Problemet är att denna sångerska inte finns. Carl-Gustaf försöker få direktör Svensson på artistförmedlingen att ta sig an fröken Lundgren. Hon sjunger så tavlorna ramlar ned. Direktör Svensson blir förälskad i fröken Lundgren, men hennes sång gillar han inte.
I handlingen förekommer också en sjungande polis, som egentligen tänkte avbryta en reklamfotografering som Carl-Gustaf håller på med vid Sergels Torg. Men Carl-Gustaf får honom att sjunga istället.
Intrigens höjdpunkt är fröken Lundgrens tilltänkta provsjungning, som avbryts av direktör Svensson. Istället får Carl-Gustaf tonårsmannekängen Annika att uppträda, hon skall sjunga på Nalen, tvekar, men ställer slutligen upp och gör succé.
I slutscenen åker Carl-Gustaf och Annika iväg på gemensam bilsemester.

## Om filmen
Filmen gjordes strax efter att Anita Lindblom slog igenom med sin schlager "Sånt är livet" och hade premiär den 26 december 1961. När filmen släpptes på DVD fick den namnet Sånt är livet.

## Rollista
- Carl-Gustaf Lindstedt - Carl-Gustaf, reklamfotograf
- Arne Källerud - Arne Jansson, reklamman
- Anita Lindblom - Annika, tonårsmannekäng
- Ittla Frodi - Beatrice, mannekäng
- Torsten Lilliecrona - Oskarsson, direktör
- Inga Gill - fröken Bettan Lundgren, direktör
- Holger Höglund - Svensson, direktör för artistförmedlingen
- Towa Carson - sångerskan på Xylofonbolaget
- Hanny Schedin - sekreteraren på artistförmedlingen
- Sangrid Nerf - en flicka på ateljén
- Bellan Roos - sångerskan med skillingtrycket
- John Melin - affärsmannen
- Carl-Axel Elfving - affärsmannens assistent
- Gösta Jonsson - poliskonstapeln
- Anna Sundqvist - Oskarssons sekreterare
- Carl Eiwar - conferencieren på Nalen
- Ragnar Frisk - Ragnar

## Musik i filmen
- Sånt är livet, Anita Lindblom
- Det är nåt mysko, Anita Lindblom
- Nej jag ångrar ingenting, Anita Lindblom
- Bilskoleläraren, Carl-Gustaf Lindstedt (ett utdrag)
- Hundratusentals gånger, Towa Carson